# Le Bocasse
Le Bocasse es una comuna francesa situada en el departamento de Sena Marítimo, en la región de Normandía.

## Demografía
| 348 | 378 | 446 | 572 | 660 | 725 | 656 |
| Para los censos de 1962 a 1999 la población legal corresponde a la población sin duplicidades (Fuente: INSEE [Consultar]) |     |     |     |     |     |     |